# The Battle of Frenchman's Run
The Battle of Frenchman's Run er en amerikansk stumfilm fra 1915 af Theodore Marston.

## Medvirkende
- Dorothy Kelly som Bella Brady
- George Cooper som John
- Albert Roccardi som Martini
- Charles Wellesley som Brady
- Mrs. Connelly